# Dilemma
«Dilemma» es una canción de la banda de rock estadounidense Green Day, lanzada el 7 de diciembre de 2023 como el tercer sencillo de su decimocuarto álbum de estudio Saviors (2024). Fue lanzada junto con un vídeo musical a través de Reprise Records.

## Antecedentes y composición
"Dilemma" se anunció el 4 de diciembre en las cuentas de redes sociales de la banda, revelando que la fecha de lanzamiento de la canción es el día 7.
"Dilemma" ha sido descrito musicalmente como punk rock y pop punk.
Billie Joe Armstrong declaró que el significado de la canción "era una de esas canciones que eran fáciles de escribir porque era muy personal para mí. Hemos visto a muchos de nuestros compañeros luchar contra la adicción y las enfermedades mentales. Esta canción es todo". sobre el dolor que proviene de esas experiencias."
Las guitarras están afinadas en D drop, lo cual no es típico de la banda.

## Video musical
El vídeo musical de la canción, que fue lanzado en la misma fecha que el sencillo, comienza en blanco y negro y termina en color y presenta a Billie Joe Armstrong bebiendo mucho en un espectáculo. Fue filmado en Alex's Bar en Long Beach, California. Fue dirigida por Ryan Baxley.